# Мілководне
Мілково́дне (до 1945 року — Кючук-Сунак, крим. Küçük Sunaq) — село Джанкойського району Автономної Республіки Крим. Населення становить 276 осіб. Орган місцевого самоврядування — Завіто-Ленінська сільська рада. Розташоване на півночі району.

## Географія
Мілководне — село на півночі району, у степовому Криму, на березі одної з заток Сиваша, висота над рівнем моря — 5 м. Сусідні села: Завіт-Ленінський за 2 км на південний захід і Солоне Озеро — за 2 км на схід, у ньому ж найближча залізнична станція — Солоне Озеро. Відстань до райцентру — близько 23 кілометрів.

## Історія
Перша документальна згадка села зустрічається в Камеральному Описі Криму … 1784 роки, судячи з якого, в останній період Кримського ханства Кучук Сонак входив в Діп Чонгарський кадилик Карасубазарського каймакамства.
Після приєднання Криму до Російської імперії (8) 19 квітня 1783 року , на території колишнього Кримського Ханства була утворена Таврійська область і село була приписане до Перекопського повіту . Після Павловських реформ, з 1796 по 1802 рік, входило в Перекопський повіт Новоросійської губернії. За новим адміністративним поділом, після створення 8 (20) жовтня 1802 року Таврійської губернії , Кучук-Сунак був включений до складу Біюк-Тузакчинської волості Перекопського повіту.
За Відомостями про всі селища в Перекопському повіті… від 21 жовтня 1805 року, у селі Кучук-Сунак значилося 13 дворів, 62 кримських татарина і 6 циган. На військово-топографічній карті 1817 року село Кучук Сунак позначено з 12 дворами. Після реформи волосного поділу 1829 року Кучук-Сунак, згідно з «Відомостями про казенні волості Таврійської губернії 1829 року», залишився в складі Тузакчинської волості . Потім, мабуть, внаслідок еміграції кримських татар в Туреччину, село спорожніло і на карті 1842 року позначені руїни села Кучук Сунак.
Знову, у доступних джерелах, назва зустрічається в «… Пам'ятні книзі Таврійської губернії за 1900 рік», згідно з якою в Кучук-Сунако Богемської волості значилося 37 жителів в 5 дворах. В  Статистичному довіднику Таврійської губернії 1915 року " ', у Богемській волості Перекопського повіту також значиться село Кучук-Сунак .
Після встановлення в Криму радянської влади, за постановою Кримревкому від 8 січня 1921 року № 206 «Про зміну адміністративних кордонів» була скасована волосна система і в складі Джанкойського повіту був створений Джанкойський район. У 1922 році повіти перетворили в округи. 11 жовтня 1923 року, згідно з постановою ВЦВК, в адміністративний поділ Кримської АРСР були внесені зміни, у результаті яких округу були ліквідовані, основною адміністративною одиницею став Джанкойський район і село включили до його складу. Згідно зі Списком населених пунктів Кримської АРСР за Всесоюзним переписом від 17 грудня 1926 року, Кучук-Сунак входив до складу Таганашської сільради Джанкойського району .
У 1944 році, після визволення Криму від німців, згідно з Постановою ДКО № 5859 від 11 травня 1944 року 18 травня кримські татари були депортовані в Середню Азію. Указом Президії Верховної Ради Російської РФСР від 18 травня 1948 року народження, Кучук-Сунак перейменували в Мілководне.

## Населення
Згідно з переписом УРСР 1989 року чисельність наявного населення села становила 233 особи, з яких 100 чоловіків та 133 жінки.
За переписом населення України 2001 року в селі мешкало 276 осіб.

### Мова
Розподіл населення за рідною мовою за даними перепису 2001 року:
| Мова              | Відсоток |
| ----------------- | -------- |
| кримськотатарська | 40,94 %  |
| українська        | 30,43 %  |
| російська         | 25,72 %  |
| інші              | 2,91 %   |